# Sudamérica XV

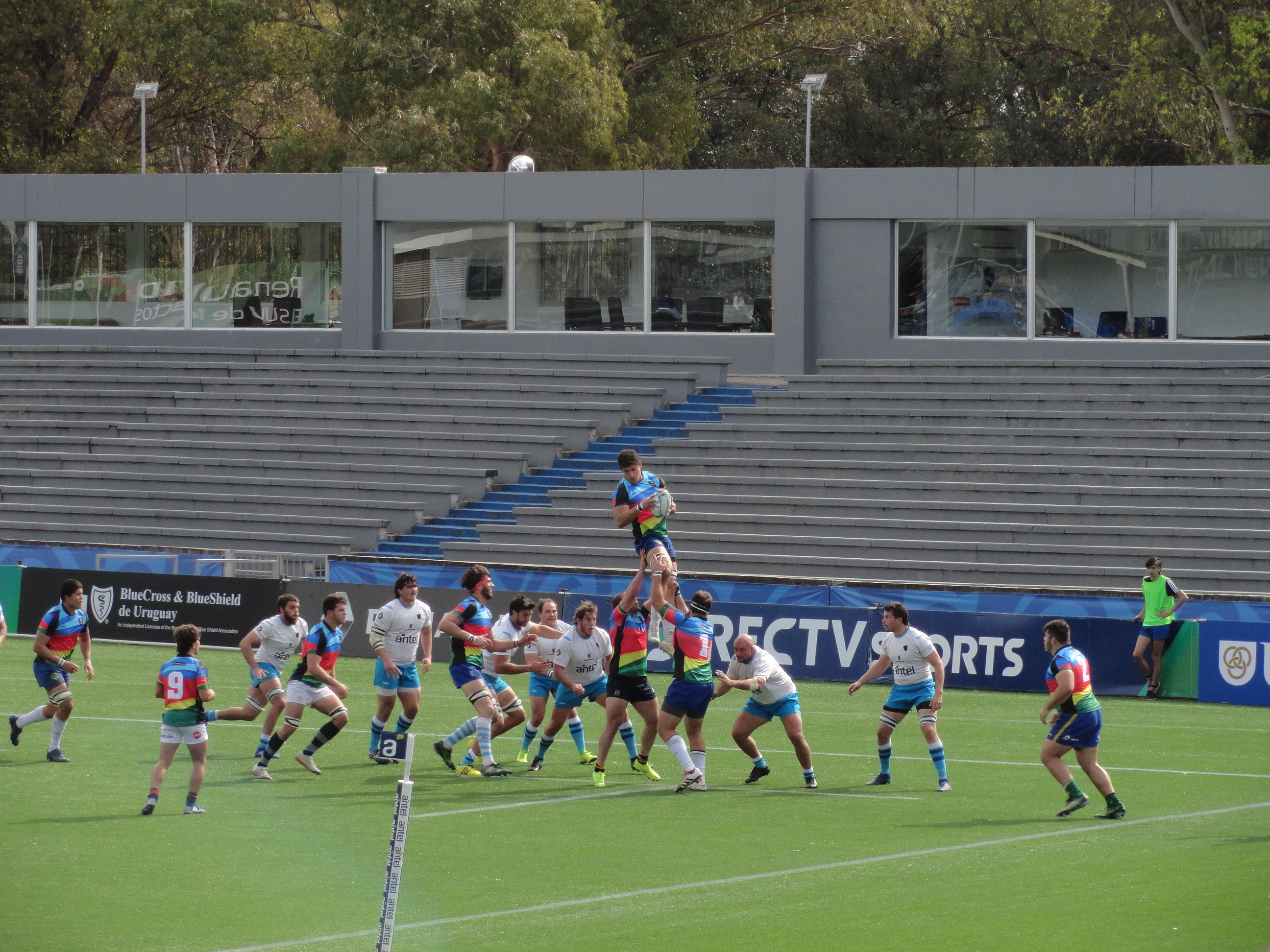
Partido entre Sudamérica XV y Uruguay en 2019

Sudamérica XV es un equipo de rugby integrado por jugadores sudamericanos gestionado por Sudamérica Rugby. Originalmente se conformó para disputar partidos amistosos frente a la selección de Sudáfrica y clubes de ese país. Tiempo después ha vuelto a conformarse para enfrentar a distintos equipos sudamericanos.

## Reseña histórica

### Década de 1980
Nace en la década de 1980 como una selección que disputará varios partidos contra la de Sudáfrica, conocida como Springboks, en diferentes giras (tours) por aquel país o bien recibiéndolos en Chile y Uruguay. Sudáfrica no podía enfrentar partidos oficiales contra otras selecciones porque existía un boicot en su contra por su régimen político. La última gira fue la de 1984, en la cual los Sudamericanos perdieron los dos partidos frente a aquella selección, celebrados en Pretoria y Ciudad del Cabo lo que cerró un historial de 8 enfrentamientos con saldo favorable a los Springboks con 7 victorias y 1 derrota. En esos tours también disputaron partidos frente a equipos locales.

### Últimos años
En el 2011 se conformó una selección para despedir con un partido en San Juan a la de Argentina (Los Pumas) que viajaba a Nueva Zelanda a participar de la 7ª Copa del Mundo. 2 años más tarde, se vuelve a armar el equipo para recibir en Montevideo al seleccionado de Inglaterra como parte de un tour por Argentina. En el 2014 enfrentó en Santa Fe otra vez a los Pumas. En 2015 jugará ante el Tucumán Lawn Tennis Club.
Argentina es el que más ha aportado jugadores a los planteles, a veces es significativa la presencia de chilenos y uruguayos, en menor medida otros países han contribuido con solo uno o dos participantes. Este equipo también es llamado por la Confederación Sudamericana de Rugby (CONSUR) como Sudamérica Invitación y por la prensa especializada como CONSUR XV dado que es este organismo el organizador de los partidos.

## Partidos contra selecciones

### Tour de Sudamérica XV 1980
| 26 de abril | Sudáfrica | 24 - 9  | Sudamérica XV | New Wanderers Ground, Johannesburgo, Sudáfrica         |                                                        |
|             |           | Reporte |               | Asistencia: 3400 espectadores Árbitro(s): Ken Rowlands | Asistencia: 3400 espectadores Árbitro(s): Ken Rowlands |

| 3 de mayo | Sudáfrica | 18 - 9  | Sudamérica XV | Kings Park, Durban, Sudáfrica                          |                                                        |
|           |           | Reporte |               | Asistencia: 3700 espectadores Árbitro(s): Ken Rowlands | Asistencia: 3700 espectadores Árbitro(s): Ken Rowlands |

### Tour de Sudáfrica de 1980
| 18 de octubre | Sudamérica XV | 13 - 22 | Sudáfrica | Parque Viera, Montevideo, Uruguay                         |                                                           |
|               |               | Reporte |           | Asistencia: 7000 espectadores Árbitro(s): Laurie Prideaux | Asistencia: 7000 espectadores Árbitro(s): Laurie Prideaux |

| 25 de octubre | Sudamérica XV | 16 - 30 | Sudáfrica | cancha del Prince of Wales, Santiago, Chile               |                                                           |
|               |               | Reporte |           | Asistencia: 5000 espectadores Árbitro(s): Laurie Prideaux | Asistencia: 5000 espectadores Árbitro(s): Laurie Prideaux |

### Tour de Sudamérica XV 1982
| 27 de marzo | Sudáfrica | 50 - 18 | Sudamérica XV | Loftus Versfeld, Pretoria, Sudáfrica                      |                                                           |
|             |           | Reporte |               | Asistencia: 28.000 espectadores Árbitro(s): Steve Strydom | Asistencia: 28.000 espectadores Árbitro(s): Steve Strydom |

| 3 de abril | Sudáfrica | 12 - 21 | Sudamérica XV | Estadio Free State, Bloemfontein, Sudáfrica                |                                                            |
|            |           | Reporte |               | Asistencia: 21.000 espectadores Árbitro(s): Fransie Muller | Asistencia: 21.000 espectadores Árbitro(s): Fransie Muller |

### Tour de Sudamérica XV 1984[5]
| 20 de octubre | Sudáfrica | 32 - 15 | Sudamérica XV | Loftus Versfeld, Pretoria, Sudáfrica                      |                                                           |
|               |           | Reporte |               | Asistencia: 38.000 espectadores Árbitro(s): Rene Hourquet | Asistencia: 38.000 espectadores Árbitro(s): Rene Hourquet |

| 27 de octubre | Sudáfrica | 22 - 13 | Sudamérica XV | Newlands Stadium, Ciudad del Cabo, Sudáfrica              |                                                           |
|               |           | Reporte |               | Asistencia: 25.000 espectadores Árbitro(s): Rene Hourquet | Asistencia: 25.000 espectadores Árbitro(s): Rene Hourquet |

### Despedida de Pumas 2011
Copa Visa
| 6 de agosto 15:30 | Argentina | 78 - 15 | Sudamérica XV | San Juan del Bicentenario, San Juan, Argentina |                            |
|                   |           | Reporte |               | Árbitro(s): Javier Mancuso                     | Árbitro(s): Javier Mancuso |

### Tour de Inglaterra 2013[6]
| 2 de junio 15:30 | Sudamérica XV | 21 - 41 | Inglaterra | Estadio Charrúa, Montevideo, Uruguay |                            |
|                  |               | Reporte |            | Árbitro(s): Joaquín Montes           | Árbitro(s): Joaquín Montes |

### vs Pumas 2014[7]
Copa Nuevo Banco de Santa Fe
| 31 de mayo 16:00 | Argentina | 40 - 0  | Sudamérica XV | CRAI, Santa Fe, Argentina      |                                |
|                  |           | Reporte |               | Árbitro(s): Francisco Pastrana | Árbitro(s): Francisco Pastrana |

### Urucup 2015
| 8 de marzo 17:00 | Charrúas XV | 18 - 21 | Sudamérica XV | Estadio Charrúa, Montevideo, Uruguay |                           |
|                  |             | Reporte |               | Árbitro(s): Matías Fresia            | Árbitro(s): Matías Fresia |

| 11 de marzo 15:00 | Pumitas M20 | 29 - 20 | Sudamérica XV | Estadio Charrúa, Montevideo, Uruguay |  |
|                   |             | Reporte |               |                                      |  |

| 14 de marzo 15:00 | Teritos M20 | 16 - 43 | Sudamérica XV | Estadio Charrúa, Montevideo, Uruguay |                               |
|                   |             | Reporte |               | Árbitro(s): Ricardo Sant’Anna        | Árbitro(s): Ricardo Sant’Anna |

### Tour a Sudamérica 2018
| 10 de noviembre 17:00 | Chile | 21 - 38 | Sudamérica XV | Estadio de La Pintana, Santiago, Chile |  |
|                       |       | Reporte |               |                                        |  |

| 17 de noviembre 17:00 | Paraguay | 22 - 73 | Sudamérica XV | San José RHC, Paraguay |  |

### Despedida de Teros 2019[8]
| 24 de agosto 14:00 | Uruguay | 24 - 20 | Sudamérica XV | Estadio Charrúa, Montevideo, Uruguay |  |
|                    |         | Reporte |               |                                      |  |

## Planteles

### Tour de Inglaterra 2013[9]
| #  | Jugador             | Puesto        |
| -- | ------------------- | ------------- |
| 1  | Agulla Belisario    | Wing          |
| 2  | Ahualli Antonio     | Octavo        |
| 3  | Ávalos Arturo       | Hooker        |
| 4  | Carrió Tomás        | Fullback      |
| 5  | Corral Alejo        | Pilar         |
| 6  | Cubelli Tomás (C)   | Medio-Scrum   |
| 7  | De la Vega Tomás    | Ala           |
| 8  | Duran Óscar         | Pilar         |
| 9  | Fruttero Cesar      | Segunda Línea |
| 10 | Sansot Francisco    | Centro        |
| 11 | Gaminara Juan       | Ala           |
| 12 | Gibernau Santiago   | Centro        |
| 13 | Huete Pablo         | Segunda Línea |
| 14 | Klappenbach Nicolás | Hooker        |
| 15 | Leivas Leandro      | Wing          |
| 16 | Madero Benjamín     | Apertura      |
| 17 | Magno Diego         | Ala           |
| 18 | Moisés Duque        | Centro        |
| 19 | Ormaechea Agustín   | Medio-Scrum   |
| 20 | Ortega Desio Javier | Ala           |
| 21 | Postiglioni Bruno   | Pilar         |
| 22 | Sagario Mario       | Pilar         |
| 23 | Socino Juan         | Centro        |
|    | Pablo Lemoine       | Entrenador    |
|    | Rolando Martín      | Entrenador    |
|    | Federico Todeschini | Entrenador    |

### vs Pumas 2014[10]
| Jugador                   | Puesto      | Club                  | Unión      |
| ------------------------- | ----------- | --------------------- | ---------- |
| Facundo Maina             | Pilar       | Marabunta             | Alto Valle |
| Facundo Barrea            | Wing        | Córdoba Athletic      | Córdoba    |
| Lautaro Casado            | 3ª línea    | Uru Curé              | Córdoba    |
| Gonzalo Bertranou         | Medio Scrum | Los Tordos            | Cuyo       |
| Tomás Baravalle           | Hooker      | Jockey                | Rosario    |
| Tomás Carrió              | Wing        | Duendes               | Rosario    |
| Dan Isaack                | Wing        | Jockey                | Rosario    |
| Roberto Tejerizo          | Pilar       | Lawn Tennis           | Tucumán    |
| Lisandro Ahuali           | 3ª línea    | Universitario         | Tucumán    |
| Nicolás Proto             | 3ª línea    | Lawn Tennis           | Tucumán    |
| Santiago Rochia Ferro     | 3ª línea    | Huirapuca             | Tucumán    |
| Juan Martín Guerineau     | 3ª línea    | Tucumán Rugby         | Tucumán    |
| Martín Chiappessoni       | 3ª línea    | Plaza                 | URBA       |
| Sebastián Poet            | Apertura    | Plaza                 | URBA       |
| Santiago García Botta     | Pilar       | Belgrano Athletic     | URBA       |
| Ignacio Brex              | Centro      | San Cirano            | URBA       |
| Juan Cappiello            | Centro      | Pucará                | URBA       |
| Gonzalo Gutiérrez Taboada | Fullback    | Newman                | URBA       |
| Lucas Maguire             | Ala         | CUBA                  | URBA       |
| Marcos Bollini            | Medioscrum  | Newman                | URBA       |
| Bautista Güemes           | Apertura    | CUBA                  | URBA       |
| Ignacio Sáenz Lancuba     | Pilar       | San Cirano            | URBA       |
| Facundo Bosch             | Hooker      | CUBA                  | URBA       |
| Franco Baldoni            | 2ª línea    | Buenos Aires R&C Club | URBA       |
| Matías Masera             | Fullback    | Belgrano Athletic     | URBA       |
| João Luiz Da Rosa         | 2ª línea    | Desterro Rugby Club   |            |
| Ignacio Silva             | 3ª línea    | Stade Francais        |            |
| Sebastián Mejía Gil       | Octavo      | Duendes Rugby Club    |            |
| Eric Marcelo Gutiérrez    | 3ª línea    | Club Alumni UC        |            |
| Carlos Eloy Barbosa       | Medio Scrum | Caballeros de Mérida  |            |
| Diego Argaña              | Wing        | CURDA                 |            |

## Estadísticas
- Estadísticas actualizadas hasta el 28 de abril de 2023 (Sudamérica XV 28 - 24 Black Lion).

| Oponente                                                | Jugados | Ganados | Perdidos | Empatados | % de victorias |
| ------------------------------------------------------- | ------- | ------- | -------- | --------- | -------------- |
| Argentina                                               | 2       | 0       | 2        | 0         | 0.0%           |
| Argentina M20                                           | 1       | 0       | 1        | 0         | 0.0%           |
| Barbarian F.C.                                          | 3       | 2       | 1        | 0         | 66.6%          |
| Barbarians franceses                                    | 1       | 1       | 0        | 0         | 100.0%         |
| Black Lion                                              | 1       | 1       | 0        | 0         | 100.0%         |
| Boland                                                  | 1       | 1       | 0        | 0         | 100.0%         |
| Border, North Eastern Cape y Transkei                   | 1       | 1       | 0        | 0         | 100.0%         |
| Chile                                                   | 1       | 1       | 0        | 0         | 100.0%         |
| Eastern Transvaal y Northern Natal                      | 1       | 0       | 1        | 0         | 0.0%           |
| Griqualand West                                         | 1       | 1       | 0        | 0         | 100.0%         |
| Griqualand West, North Western Cape y South West Africa | 1       | 1       | 0        | 0         | 100.0%         |
| Inglaterra                                              | 1       | 0       | 1        | 0         | 0.0%           |
| Natal                                                   | 1       | 1       | 0        | 0         | 100.0%         |
| North Eastern Cape                                      | 1       | 1       | 0        | 0         | 100.0%         |
| Northern Free State                                     | 2       | 2       | 0        | 0         | 100.0%         |
| Paraguay                                                | 1       | 1       | 0        | 0         | 100.0%         |
| Queensland Reds                                         | 1       | 1       | 0        | 0         | 100.0%         |
| South East Transvaal                                    | 1       | 1       | 0        | 0         | 100.0%         |
| Sudáfrica                                               | 8       | 1       | 7        | 0         | 12.5%          |
| Sudáfrica Country Districts                             | 1       | 1       | 0        | 0         | 100.0%         |
| Sudáfrica Gazelles                                      | 2       | 2       | 0        | 0         | 100.0%         |
| Tucumán Lawn Tennis                                     | 1       | 1       | 0        | 0         | 100.0%         |
| Uruguay                                                 | 1       | 0       | 1        | 0         | 0.0%           |
| Uruguay M20                                             | 1       | 1       | 0        | 0         | 100.0%         |
| Uruguay XV                                              | 1       | 1       | 0        | 0         | 100.0%         |
| Western Province                                        | 1       | 1       | 0        | 0         | 100.0%         |
| Western Transvaal                                       | 1       | 1       | 0        | 0         | 100.0%         |
| Total                                                   | 39      | 25      | 14       | 0         | 64.10%         |

## Participación en copas
- Urucup 2015: 3º puesto[11]